# Millettia griffithii
Millettia griffithii är en ärtväxtart som beskrevs av Stephen Troyte Dunn. Millettia griffithii ingår i släktet Millettia och familjen ärtväxter. Inga underarter finns listade i Catalogue of Life.